# Nikolas Alzola
Nikolas Alzola ou Nicolás Alzola Guerediaga, connu aussi sous le pseudonyme de Bitaño, né le 30 décembre 1922 à Izurtza et mort le 2 juin 1981 à Irun est un écrivain, peintre, moine baptiste, bertsolari et académicien basque espagnol de langue basque et espagnole.
Nikolas Alzola a des thèmes récurrents et préférentiels comme les bibliographies, les œuvres littéraires et les biographies. Il est l'auteur de Cien autores vascos sous le nom de N. de Cortazar en 1966 et de Atalak, Bigarren atalak en 1967. Religieux, il est frère de La Salle, adepte de San Valentín de Berrio-Ochoa,.
De nombreux articles ont été publiés dans diverses revues telles que Gure Herria, Egan, E. Gogoa, E. Jakintza, Euskera, Zeruko Argia, Aránzazu et Olerti quand ils ont été écrits en basque, et quand ils ont été écrits en espagnol dans El Bidasoa, Bol. Amer. de E. V., Boletín de la RES de Amigos del País, Anuario de Eusko-Folklore, Vida Vasca, Indice histórico Español de Barcelone, Revista de Dialectología et Tradiciones Populares de Madrid, Fabula de Gotinga.
Nikolas Alzola est aussi professeur au Noviciado Menor de La Salle-enea à Irun et au Collège de San Marcial, peintre en aquarelle et disciple de N. Madariaga. Dès 1957, il devient académicien correspondant de l'Euzkaltzaindia ou Académie de la langue basque et du Centro de Estudios en Vizcaya dès 1968. Nikolas Alzola participe aussi à quelques congrès internationaux de dialectologie, d'onomastique et d'ethnologie.
En 1972, il décide de travailler pour le journal El Diario Vasco. La maison d'édition Itxaropena publie la même année le volume II d'Atalak.
C'est un partisan de l'unification du basque, cependant Nikolas Alzola a toujours préféré s'engager auprès des Biscayens non-initiés au processus d'unification.
Il meurt à Irun le 2 juin 1982.

### Poésie
- Bigarren atalak, 1972, Itxaropena.

### Textes narratifs
- Atalak, 1967, Itxaropena ;
- Hirugarren atalak, 1978, Zarautz, Gero ;
- Cien autores vascos, sous le nom de N. de Cortázar, Editorial Auñamendi, Saint-Sébastien, 1966, 146 pages.